# Novodobreanka, Dobrovelîcikivka
Novodobreanka (în ucraineană Новодобрянка) este un sat în comuna Troianî din raionul Dobrovelîcikivka, regiunea Kirovohrad, Ucraina.

## Demografie
Componența lingvistică a localității Novodobreanka
     Ucraineană (96,6%)
     Rusă (3,4%)
Conform recensământului din 2001, majoritatea populației localității Novodobreanka era vorbitoare de ucraineană (96,6%), existând în minoritate și vorbitori de rusă (3,4%).